# Урфин Джюс возвращается
«Урфин Джюс возвращается» — российский полнометражный компьютерно-анимационный фильм по мотивам повести Александра Волкова «Огненный бог Марранов» от творческого тандема Фёдора Дмитриева (режиссёра) и Александра Боярского (сценариста и продюсера), работавшие ранее над мультфильмом «Крепость. Щитом и мечом».
Премьера состоялась 24 октября 2019 года. С 5 марта 2022 года было объявлено, что мультфильм «Урфин Джюс возвращается» выпустят в повторный прокат в России.

## Сюжет
Элли Смит и её верный пес Тотошка снова оказываются в Волшебной стране, когда власть в Изумрудном городе опять пытается захватить столяр Урфин Джюс, который потерял армию деревянных солдат. В руках Урфина теперь волшебная книга колдуньи Гингемы, которая исполняет любое желание её хозяина. Элли, Тотошка и их новый приятель Тим решают помочь жителям Волшебной страны.
Всё начинается с того, как Урфин Джюс в своём сне видит, как его все любят, но медведь Топотун его будит. Почти год прошёл, как он, потерпев поражение, позорно сбежал из города и скрылся в деревне у древних людей Карачи. Они думают, что Урфин волшебник, который поднимает солнце. Урфин приказывает им напасть на Изумрудный Город, но они только приносят ему еду. Медведь Топотун предлагает запугать Карачи книгой Гингемы, и Урфин соглашается. Топотун и Клоун крадут книгу Гингемы с помощью Руфа Билана. Тем временем в обычном мире серебряные туфельки Элли светятся, и Элли, Тотошка и друг Элли Тим попадают в Волшебную страну. Элли вместе с Тотошкой попадают к людоеду, который стал вегетарианцем и теперь добрый. Тим попадает в деревню Карачи. Урфин пытается отнять у Тима туфельки, но книга Гингемы, которая подчиняется хозяину туфелек, уносит Урфина с Топотуном в лес. Людоед рассказывает вороне Кагги-Карр про то, что Элли якобы у него в плену (это план, чтобы Тим спас Элли как настоящий герой), и ворона рассказывает об этом и Карачи, и дуболомам во главе со Страшилой. Приложение в телефоне Тима «Лучший друг» в виде зайца понимает язык Карачи, и с помощью книги Гингемы Тим наколдовывает для Карачи дождь, а потом и снег. Клоун обманом крадёт у доверчивого Тима туфельки, а потом Тим ненароком возвращает книгу к ней домой, в тёмное царство, где обитают жуткие говорящие руки. Вместе с книгой туда попадает и Урфин. Из-за розовых очков в тёмном царстве Урфину всё кажется прекрасным, и книга Гингемы в своём настоящем обличье девушки едва не отравляет Урфина (его спасает Клоун). Урфин и книга соглашаются на сделку, согласно которой Урфин получает армию монстров, а книга — серебряные туфельки, после того как Урфин захватит Изумрудный Город. После того как Страшила, Железный Дровосек, Лев и дуболомы «спасают» Элли из мнимого плена, Элли уже не верит, что Тим хочет её спасти. Элли и её друзья ищут Тима на воздушных шарах и находят бегущим от армии монстров Урфина (они выглядят как большие розовые создания с хоботом, острыми зубами и длинным хвостом с шипом на конце). Воздушный шар Элли и Страшилы цепляется за ветку дерева, и Тим освобождает их шар, но сам не успевает спастись: один из монстров ударяет его шипом на хвосте. Элли думает, что он погиб, но на самом деле Тим попадает в тёмное царство. Гигантская железная Элли (подарок Мигунов Изумрудному городу) побеждает армию Урфина. Внезапно появляется Руф Билан и предлагает открыть шлюзы в плотине, тогда Изумрудный город будет затоплен. Тиму удаётся сбежать из тёмного царства, и он почти побеждает армию Урфина с помощью железной Элли, но его берут в плен. Благодаря хитрости своего приложения (зайца) в телефоне, он крадёт серебряные туфельки и с их помощью прогоняет армию Урфина. Урфин опять терпит поражение, а Элли, Тотошка и Тим возвращаются в свой мир.

## Роли озвучивали
| Актёр                      | Роль                                                                           |
| -------------------------- | ------------------------------------------------------------------------------ |
| Константин Хабенский       | Урфин Джюс                                                                     |
| Дмитрий Дюжев              | Медведь Топотун                                                                |
| Екатерина Гороховская      | Элли                                                                           |
| Александр Быковский        | Тим                                                                            |
| Андрей Кузнецов            | Волшебные руки                                                                 |
| Дмитрий Высоцкий           | Заяц / Заяц (прототип)                                                         |
| Сергей Дьячков             | Страшила                                                                       |
| Андрей Лёвин               | Тотошка младший                                                                |
| Валерий Соловьёв           | Железный Дровосек                                                              |
| Валерий Кухарешин          | Смелый Лев                                                                     |
| Александр Боярский         | Саблезубые тигры / Людоед / вождь племени Карачи (звуки)                       |
| Юлия Рудина                | Клоун Эот Линг / Королева Рамина                                               |
| Олег Куликович             | Руф Билан                                                                      |
| Мария Цветкова-Овсянникова | Книга Гингемы                                                                  |
| Максим Сергеев             | Генерал Лан Пирот / Дин Гиор                                                   |
| Михаил Черняк              | Ворона Кагги-Карр                                                              |
| Татьяна Михалёвкина        | Бабушка Элли (голос)                                                           |
| Елизавета Захарьева-Чабан  | Белка                                                                          |
| Дмитрий Быковский          | Саблезубые тигры (после того как узнали от громкоговорителя Страшилы про Тима) |

## Критика
«Критиканство» поставил мультфильму 58 баллов из 100 на основе 3 рецензий. На официальном сайте телеканала Тлум HD было заявлено, что зрителям в данном мультфильме понравятся новые герои, новое измерение, саундтрек и клише, когда «добро всегда побеждает зло». Тем не менее мультфильм критиковали за рассеянное внимание и наивных персонажей.

## Прокат
В феврале 2020 года студия «Wizard» подписала соглашения о дистрибуции фильма на территорию Великобритании, Болгарии, Южной Кореи и некоторых стран Латинской Америки. Релиз в Великобритании должен состояться в апреле 2020 года.